# 花腔女高音

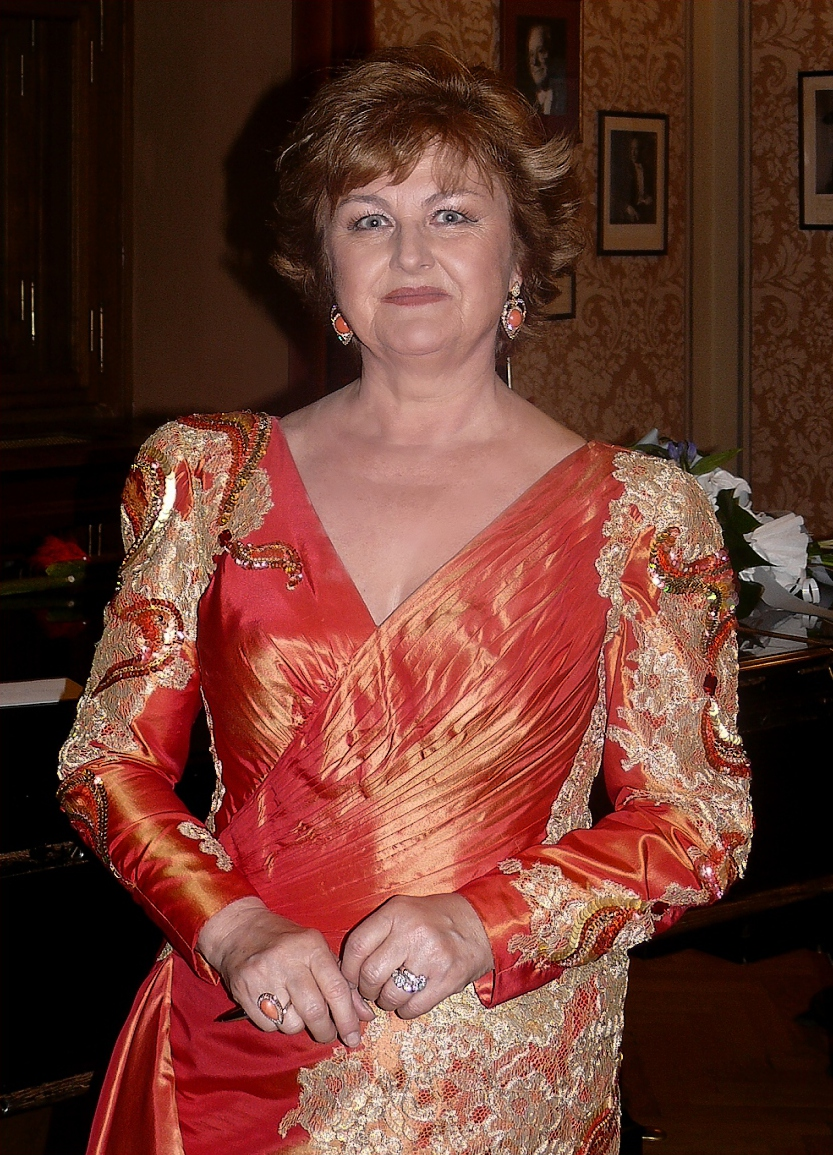
著名的花腔女高音格鲁贝罗娃

花腔女高音（意大利语：Coloratura Soprano）是在西洋古典音乐中，有花腔技巧的女高音，就是说主要在高音域的炫技演唱。花腔女高音要求一如戏剧女高音，需有优秀的高音区演唱技巧，换气技巧，气量和耐力。
根据角色要求的情感内容分为：
- 戏剧花腔女高音，如
  - 莫扎特，《魔笛》：（Königin der Nacht）
  - 莫扎特，《后宫诱逃》：康斯坦茨（Konstanze）
  - 奥托·尼古拉，《温莎的风流娘儿们》：弗特女士（Mistress Ford）
  - 威尔第，《纳布果》：阿比盖勒（Abigaille）
- 抒情花腔女高音，如：
  - 威尔第，《弄臣》：吉尔达（Gilda）
  - 里昂卡瓦罗，《丑角》：尼达（Nedda）
  - 夏尔·古诺，《罗密欧与朱丽叶（英语：Roméo et Juliette）》：朱丽叶（Juliette）
  - 理查德·施特劳斯，《阿里阿德涅在拿索斯岛（英语：Ariadne auf Naxos）》：策宾妮塔（Zerbinetta）
  - 罗西尼，《塞维利亚的理发师》：羅西娜（Rosina，最初是花腔女中音，但20世纪改为女高音）
  - 奥芬巴赫，《霍夫曼的故事》：奥林匹亚（Olympia）

## 著名的花腔女高音
- 玛丽亚·卡拉斯 （Maria Callas）
- 瓊·蘇莎蘭 （Joan Sutherland）
- 丽塔·史塔里希
- 艾迪塔·葛貝洛娃
- 茱恩·安德森
- 盧西亞·波普
- 爱迪·马蒂斯（Edith Mathis）
- 迪里拜尔（Dilber Yunus）
- 狄安娜·達姆嬈